# Мид, Джеймс
Джеймс Эдуард Мид (англ. James Meade; 23 июня 1907, Суонидж, графство Дорсет — 22 декабря 1995, Кембридж, Англия) — английский экономист, лауреат Нобелевской премии 1977 года «за первопроходческий вклад в теорию международной торговли и международного движения капитала».
Член Британской академии (1951), иностранный член Национальной академии наук США (1981).

## Биография
Образование получил в Оксфордском университете, получил степень магистра искусств и преподавал там же (в 1931—1937 гг. член его Хэртфорд-колледжа). В 1930—1931 годах входил в кружок Кейнса. Профессор Лондонской школы экономики (1947—1958) и Кембриджеского университета (1957—1969). Работал в экономическом отделе Кабинета министров. Президент Международного атлантического экономического общества (1980—1981).
В 1992 году подписал «Предупреждение человечеству».

## Основные произведения
- «Теория международной экономической политики. Платежный баланс» (The Theory of International Economic Policy – The Balance of Payments, 1951)
- «Теория международной экономической политики. Торговля и благосостояние» (The Theory of International Economic Policy – Trade and Welfare, 1955)
- «Неоклассическая теория экономического роста» (A Neo-classical Theory of Economic Growth, Allen & Unwin, 1961)
- «Принципы политической экономии» в 4 тт. (Principles of Political Economy, 1965—76);
- «Стагфляция» в 2 тт. (Stagflation, 1982—83).